# Pseudotropheus
Pseudotropheus es un género de peces mbunas de la familia Cichlidae endémicos de zonas rocosas del lago Malawi en África. Al igual que como sucede con otros géneros grandes de cíclidos, tales como Cichlasoma, una serie de peces han sido recientemente reasignados a otros géneros tales como el tropheus o Maylandia. Son peces omnívoros y mayormente adaptados a comer las algas que se desarrollan en la superficie de las rocas.

## Reproducción
Como la mayoría de los cíclidos del lago Malawi, los peces de este género son incubadores bucales, por lo tanto su reproducción consiste en cuidar sus crías en la boca mientras y hasta que estén aptos para salir de la boca. Los machos presentan varios ocelos en la aleta anal (que simulan ser huevecillos) los cuales utilizan para atraer a las hembras listas para desovar, las hembras se acercan al macho intentando atrapar los huevos de imitación que posee el macho, mientras que el macho emite su esperma en la boca de la hembra, con lo que fertiliza los huevos. 

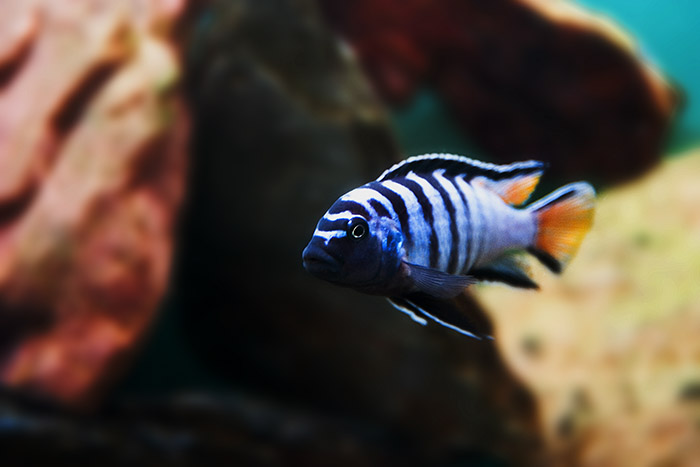
Pseudotropheus elongatus

 La pareja justo antes de desovar, dan una serie de movimientos circulares entre sí haciendo de este un ritual o un tipo de baile. Finalmente la hembra deposita los huevos en su boca sin comérselos durante 2 a 4 semanas dependiendo de la especie y cuando ya estén listas las crías saldrán de la boca nadando y en busca de alimento. Los padres cuidaran muy bien a sus crías y hasta se mostraran agresivos ante otros peces que representen un peligro hacia su progenie.

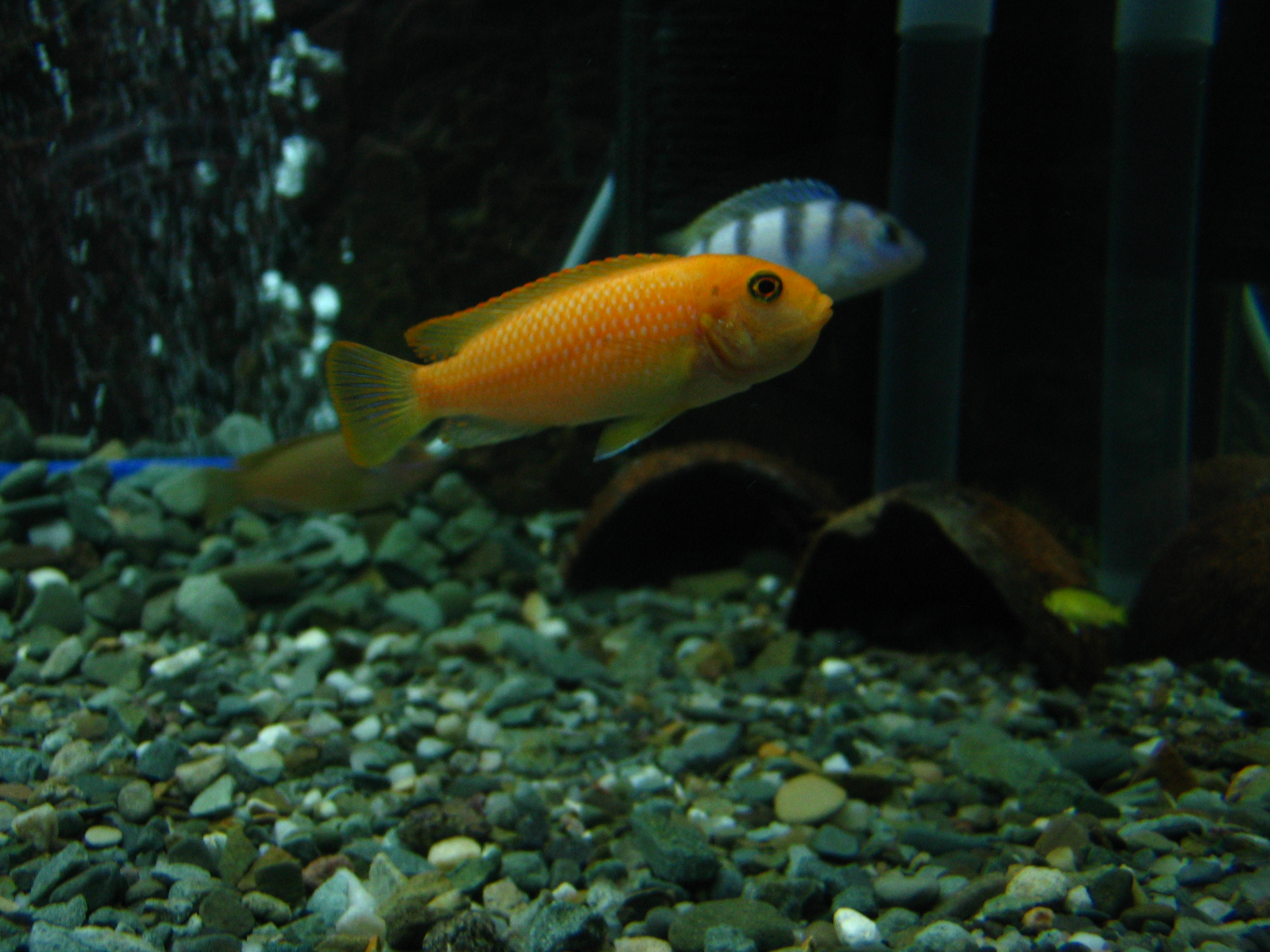
Maylandia estherae en un Acuario Mbuna

## En cautiverio
Los Pseudotropheus, mejor conocidos como mbunas, son peces muy atractivos para la acuariofilia por sus llamativos colores y hábitos pero se necesita cierto grado de experiencia para poder mantenerlos. Es preciso contar con un acuario específico para Mbunas de no menos de 200 litros de capacidad a una temperatura de 25 a 27 grados C que imita el ecosistema del Lago Malawi. El acuario debe estar provisto de muchas rocas y cuevas ya que en cautiverio se acentúa la agresividad y territorialidad que no tienen en la naturaleza. Su dieta debe estar basada en proteínas y aporte vegetal el cual se puede conseguir en los comercios, además se les debe dar comida viva al menos 3 veces al mes.

## Especies
| - Pseudotropheus ater Stauffer, 1988 - Pseudotropheus auratus (Boulenger, 1897) - Pseudotropheus aurora Burgess, - Pseudotropheus barlowi Mckaye & Stauffer, 1986 - Pseudotropheus brevis (Trewavas, 1935) - Pseudotropheus callainos Stauffer & Hert, 1992 - Pseudotropheus crabro (Ribbink & Lewis, 1982) - Pseudotropheus cyaneus Stauffer, 1988 - Pseudotropheus demasoni Konings, 1994 - Pseudotropheus elegans Trewavas, 1935 - Pseudotropheus elongatus Fryer, 1956 - Pseudotropheus estherae Konings, 1995 - Pseudotropheus fainzilberi Staeck, 1976 - Pseudotropheus flavus Stauffer, 1988 - Pseudotropheus fuscoides Fryer, 1956 - Pseudotropheus fuscus Trewavas, 1935 - Pseudotropheus galanos Stauffer & Kellogg, 2002 - Pseudotropheus gracilior Trewavas, 1935 - Pseudotropheus greshakei Meyer & Foerster, 1984 - Pseudotropheus hajomaylandi Meyer & Schartl, 1984 - Pseudotropheus heteropictus Staeck, 1980 - Pseudotropheus joanjohnsonae (Johnson, 1974) - Pseudotropheus johannii Eccles, 1973 - Pseudotropheus lanisticola Burgess, 1976 - Pseudotropheus livingstoni (Boulenger, 1899) - Pseudotropheus livingstonii (Boulenger, 1899) | - Pseudotropheus lombardoi Burgess, 1977 - Pseudotropheus longior Seegers, 1996 - Pseudotropheus lucerna Trewavas, 1935 - Pseudotropheus macrophthalmus Ahl, 1926 - Pseudotropheus microstoma Trewavas, 1935 - Pseudotropheus minutus Fryer, 1956 - Pseudotropheus modestus Johnson, 1974 - Pseudotropheus novemfasciatus Regan, 1922 - Pseudotropheus perspicax (Trewavas, 1935) - Pseudotropheus purpuratus Johnson, 1976 - Pseudotropheus pursus Stauffer, 1991 - Pseudotropheus saulosi Konings, 1990 - Pseudotropheus socolofi Johnson, 1974 - Pseudotropheus tropheops Regan, 1922 - Pseudotropheus tropheops gracilior Trewavas, 1935 - Pseudotropheus tropheops macrophthalmus Ahl, 1926 - Pseudotropheus tropheops microstoma Trewavas, 1935 - Pseudotropheus tropheops romandi Colombé, 1979 - Pseudotropheus tropheops tropheops Regan, 1922 - Pseudotropheus trusiops Burgess & Axelrod, 1975 - Pseudotropheus tursiops Burgess & Axelrod, 1975 - Pseudotropheus williamsi (Günther, 1894) - Pseudotropheus williamsii (Günther, 1894) - Pseudotropheus xanstomachus Stauffer & Boltz, 1989 - Pseudotropheus zebra Boulenger, 1899) |